# Gran Premi de Luxemburg

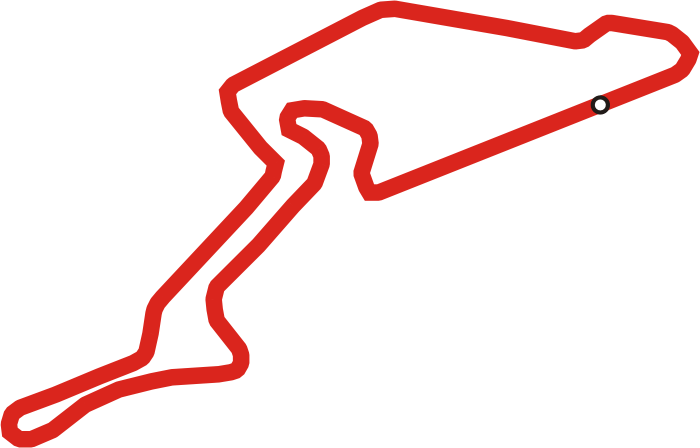
Circuit de Nürburgring, a Alemanya

|  | Aquest article tracta sobre Fórmula 1. Si cerqueu informació sobre motocròs, vegeu «Gran Premi de Luxemburg de Motocròs». |

## Història
Els estatuts de la FIA estableixen que només pot haver-hi una cursa per país al Campionat Mundial de Fórmula 1. Tot i això, la FIA mateixa no segueix al peu de la lletra les seves pròpies regles i organitza des de fa temps dues curses a Alemanya i a Itàlia, a les quals els dona un nom diferent. Els noms dels G.P. són respectivament el Gran Premi d'Europa i el Gran Premi de San Marino.
El 'Gran Premi de Luxemburg' es va disputar únicament els anys 1997 i 1998, per donar-li un nom diferent a la carrera disputada al circuit de Nürburgring, que s'anomenava en anteriors edicions Gran Premi d'Europa però que en aquests dos anys es va disputar sota aquest nom a Espanya.
Posteriorment la carrera s'ha tornat a disputar a Nürburgring però ja amb el nom de nou de Gran Premi d'Europa.

## Guanyadors del Gran Premi de Luxemburg
| Any  | Pilot              | Equip            | Circuit     | Data           | Resultats |
| ---- | ------------------ | ---------------- | ----------- | -------------- | --------- |
| 1998 | Mika Häkkinen      | McLaren-Mercedes | Nürburgring | 27 de setembre | Resultats |
| 1997 | Jacques Villeneuve | Williams-Renault | Nürburgring | 28 de setembre | Resultats |